# Гръцко военно гробище (Валандово)
Гръцкото военно гробище в Раброво край Валандово, Северна Македония е създадено след края на Първата световна война. В него са погребани 118 гръцки войници и офицери. В близост до гробището се намира Ирландски военен паметник също от периода на Първата световна война.